# Bastakābād
Bastakābād (persiska: بستک آباد) är en ort i Iran.   Den ligger i provinsen Västazarbaijan, i den nordvästra delen av landet, 600 km väster om huvudstaden Teheran. Bastakābād ligger 1 986 meter över havet och antalet invånare är 420.
Terrängen runt Bastakābād är varierad, och sluttar norrut. Runt Bastakābād är det ganska tätbefolkat, med 185 invånare per kvadratkilometer. Närmaste större samhälle är Tāzeh Shahr, 17,6 km norr om Bastakābād. Trakten runt Bastakābād består i huvudsak av gräsmarker.